# Sojoez MS-10
Sojoez MS-10 (Russisch: Союз МС-10) was een ruimtevlucht naar het Internationaal ruimtestation ISS die voortijdig werd afgebroken. Het zou de 139ste vlucht zijn van een Sojoez-capsule en de tiende van het nieuwe Sojoez MS-type. De lancering was op 11 oktober 2018. Tijdens deze vlucht zouden twee bemanningsleden naar het Internationaal ruimtestation ISS vervoerd worden voor ISS-Expeditie 57. De bemanningsleden waren Aleksej Ovtsjinin van Roskosmos en Nick Hague van NASA.
Oorspronkelijk zou Nikolaj Tichonov het derde bemanningslid zijn. Het aantal bemanningsleden voor ISS-Expeditie 57 en 58 werd echter teruggebracht van zes naar vijf.

## Ongeluk
De vlucht werd ongeveer 2 minuten en 3 seconden na de lancering afgebroken door een probleem met de draagraket dat hevige vibraties veroorzaakte. Dit gebeurde kort na het afwerpen van de vier boosters en de ontsnappingsraket-toren. Ondanks dat de ontsnappingsraket-toren al was afgeworpen, kon de Sojoez-capsule toch wegkomen van de raket dankzij een tweede set ontsnappingsmotoren die onder in de neuskegel zit. Er werd een ballistische noodlanding uitgevoerd. Tijdens deze ballistische vlucht werd de bemanning door de atmosferische afremming blootgesteld aan 6 tot 7G. De capsule landde zo’n 20 km ten oosten van Jezqazğan in Kazachstan. De bemanning bleef ongedeerd.
Search and Rescue-ploegen waren vrijwel meteen na de landing ter plaatse en de bemanning werd al snel naar Bajkonoer gerepatrieerd waar ze hun familie konden ontmoeten en een nacht ter observatie in het ziekenhuis doorbrachten. De dag erop vlogen ze terug naar trainingscentrum sterrenstad.
Volgens eerste berichten in de Russische media zou een van de vier afgeworpen eerstetrap-booster de tweede (middelste) trap hebben geraakt en beschadigd. Dit werd de volgende dag door Roskosmos bevestigd.

## Nasleep
Op 23 oktober 2018 gaf NASA administrator Jim Bridenstine aan dat de Russen een goed beeld hadden van wat er gebeurd is. Er werden in de weken daarna drie onbemande Sojoez-raketten met een identiek afkoppelingssysteem voor boosters gelanceerd die alle drie succesvol waren. Dit was een voorwaarde om in december de bemande sojoezvluchten te hervatten.

### Gevonden oorzaak
Op 31 oktober 2018 kwam Roskosmos met het eindrapport. De oorzaak lag in een verbogen sensor-pin in een van de vier boosters die de eerste trap vormen. Deze verhinderde het correct werken van een sensor. De gewraakte sensor activeert normaal gesproken nadat de explosieve-bouten onderaan de booster zijn afgegaan en de onderzijde van de booster enige afstand van de tweede trap heeft. Na het activeren van die sensor worden de motoren van de booster uitgezet en opent er bovenaan de booster een ventiel waardoor er zuurstof uit de zuurstoftank blaast. Door de stuwkracht van die zuurstofstroom wordt normaliter de bovenzijde van de booster bij de tweede trap weg gestuwd. Echter, doordat de sensor niet werkte gingen de motoren niet uit en opende het ventiel van de stuwer niet. Hierdoor boorde de punt van de booster zich in de brandstoftank van de tweede trap die openscheurde. Na vijf seconden in een ongecontroleerde vlucht werden de ontsnappingssystemen van de Sojoez-capsule geactiveerd.

### Gevolgen voor de bemanning van het ISS
Om te voorkomen dat het ISS tijdelijk onbemand raakt, werd de geplande lanceerdatum van Sojoez MS-11 van 20 december naar 3 december 2018 verschoven. Dat is voor Sojoez MS-09 het ISS verlaat in plaats van daarna.
Hague en Ovtsjinin werden op 14 maart 2019 alsnog naar het ISS gelanceerd met Sojoez MS-12.

## Achtergrond
Het ongeluk vond plaats in een periode waarin de Sojoez al zeven jaar het enige beschikbare ruimteschip was dat bemande vluchten naar het ISS uitvoerde. Het zou volgens de planning van oktober 2018 nog zeker negen maanden duren voordat NASA’s Commercial Crew-partners ruimtevaarders gaan vervoeren (in werkelijkheid zelfs meer dan twee jaar). Hoewel andere rakettypen van Roskosmos de voorgaande jaren een slechte reputatie hadden gekregen, had de draagraket van het type Sojoez-FG in de voorgaande 64 vluchten nog nooit een anomalie ondergaan.
Het was de derde succesvolle noodlanding van een Sojoez-capsule ooit. Eerder maakten de vluchten Sojoez 18A (1975) en Sojoez T-10-1 (1983) een noodlanding. Het was het derde incident met een Sojoez-capsule in anderhalf jaar tijd. In Sojoez MS-09 bleek een gaatje te zitten, en Sojoez MS-02 beschadigde bij de landing door een harde klap van de parachutekabel.

## Bemanning
| Positie           | Ruimtevaarder                          |
| ----------------- | -------------------------------------- |
| Commandant        | Aleksej Ovtsjinin, RSA 2e ruimtevlucht |
| Flight Engineer 2 | Nick Hague, NASA 1e ruimtevlucht       |

### Reservebemanning
| Positie           | Ruimtevaarder         |
| ----------------- | --------------------- |
| Commandant        | Oleg Skripotsjka, RSA |
| Flight Engineer 2 | Shannon Walker, NASA  |